# Volgográd
Volgográd (oroszul: Волгоград) lakosságát tekintve Oroszország 13. legnépesebb városa. Oroszország délkelet-európai részének kulturális, oktatási, politikai, pénzügyi, kereskedelmi és gazdasági központja. A város neve 1925-ig Caricin (oroszul: Цари́цын), 1925–1961 között Sztálingrád (oroszul: Сталинград) volt. 1942. augusztus 21. – 1943. február 2. között a városban és környékén folyt a sztálingrádi csata. A Szovjetunió kormányától Hős város kitüntető címet kapott, a Francia Köztársaság elnöke a Francia Becsületrenddel tüntette ki.

## Fekvése
A Volga jobb partján közel 80 km hosszan terül el. A város déli határánál kezdődik a folyó deltája.

## Története
A város első írásos említése 1579-ben egy angol utazó, Christopher Barrow útleírásában szerepel. Ez valószínűleg nem a településre, hanem a Volga egy szigetére vonatkozott, és feltételezések szerint türk/török nyelven a sárga sziget (szari-szin) jelentéssel bírt. A város alapításának dátumául  1589. július 2-át tekintik, ezen a napon kiadott cári oklevél említi először Caricin cölöpvárát. A cölöpvár a Caricin folyó torkolata felett épült a Volga partján. 1608-ban a cölöpvár területén felépítették az első kőtemplomot, ekkor a garnizon létszáma kb. 400 főre becsülhető.
1720-ban a településnek 408 lakosa volt.
1862-ben érte el a települést a vasút, ezt követően lakossága gyorsan nőtt, így 1900-ban már több mint 82 000 lakosa van a városnak.
1925. április 10-én felvette Joszif Visszarionovics Sztálin nevét. Sztálingrádként vált ismertté a második világháború menetében gyökeres változást hozó sztálingrádi csata révén.
1961-ben kapta meg a város a jelenlegi nevét, a Volgográdot.

### A sztálingrádi csata

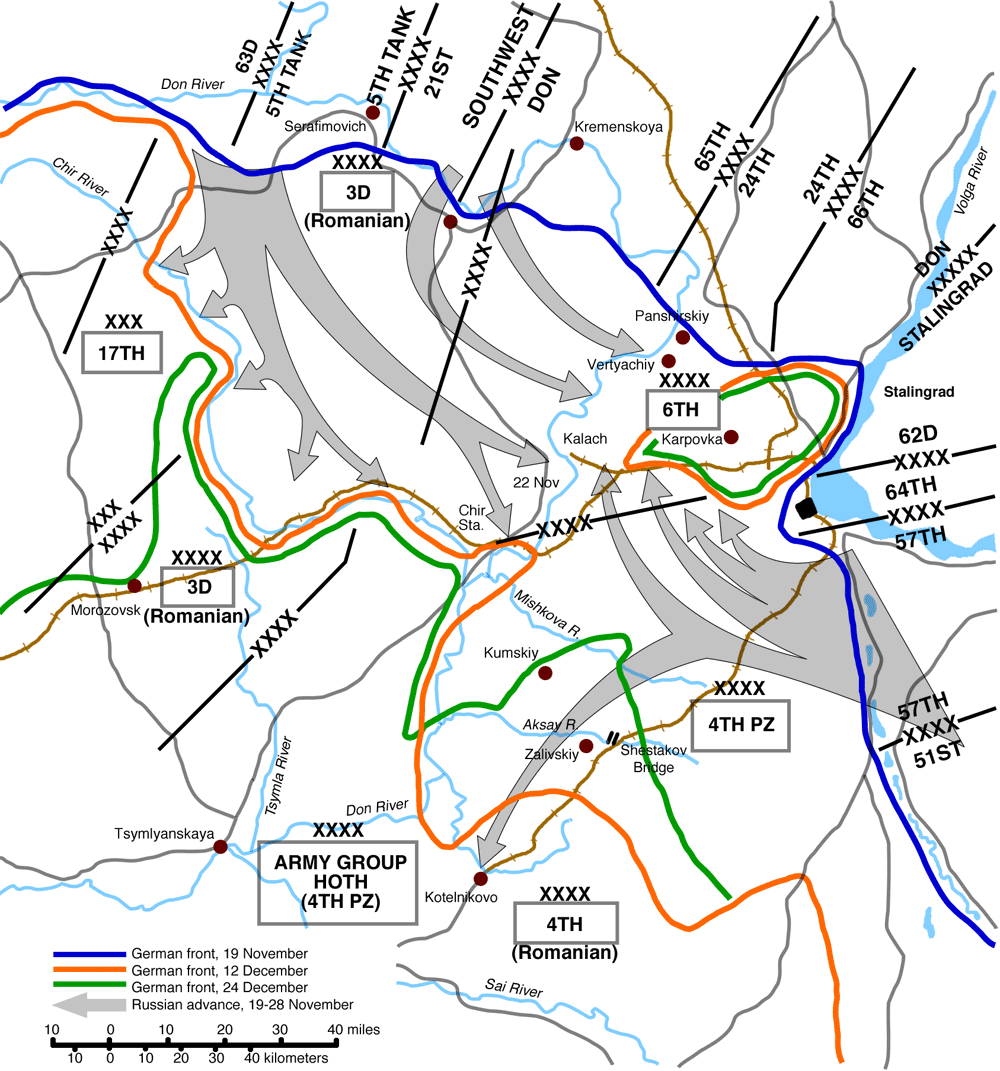
Sztálingrád szovjet bekerítése 1942 novemberében

1942 nyarán a német hadsereg megindította a „Kék terv” (Fall Blau) végrehajtását, melynek célja a Kaukázus olajmezőinek elfoglalása, illetve a Volga folyó elérése (és ezzel a szovjet Kaszpi-tengeri fő közlekedési útvonal elvágása) volt.
A Kék terv fő csapásirányában – a Volga folyó felé – a Wehrmacht legnagyobb tábori hadserege a 6. hadsereg, a 4. páncéloshadsereg egyes részei, illetve a szövetséges országok haderői vonultak fel (pl. olasz, román, magyar haderők). A hadművelet gyorsan haladt előre, a  Don folyó átlépését követően pedig elérhető közelségbe került a Volga folyó. A hadművelet ezen szakaszában még csak érintőlegesen említette a Wehrmacht főparancsnoksága Sztálingrádot, mint ipari központot, amelynek elfoglalása nem szerepelt az offenzíva céljai közt (csak a Volga folyó elérése volt a cél). A hadműveletek gyorsan haladtak, mert a Vörös Hadsereg – tanulva az 1941-es év katonai katasztrófáiból – visszavonta csapatait az azok bekerítésére törekvő Wehrmacht elől.
A város – minden bizonnyal neve miatt[forrás?] – egyre fontosabbá vált a két hadsereg, a két diktátor küzdelmében. Elfoglalása Hitler rögeszméjévé vált (mint német katonák megjegyezték: Hitler Kalinovkáért nem harcolt volna ennyire), megtartásáért Sztálin mindent megtett volna (a várost védő seregek élére a fanatikus Csujkov tábornokot nevezte ki, aki arra a kérdésre, hogy milyen esélyt lát Sztálingrád megvédésére azt válaszolta: „Ha meg kell halnunk, akkor meg fogunk halni!”), noha a város katonai vagy ipari jelentősége 1942 végére jelentős mértékben csökkent (ipari üzemeit folyamatosan bombázták, a Volgán való szállítást pedig a folyó elérésével máshol is meg lehetett volna akadályozni)[forrás?].
A várost szeptemberben érte el az addigra már jelentős veszteségeket szenvedő 6. hadsereg. Sztálingrád ostroma a világtörténelem első komoly városi csatájaként méterről méterre, házról házra folyt kézigránátcsatákkal, ásókkal, pisztollyal vívott közelharcban. A német hadvezetés nem szokott a szűk utcákhoz és romhalmazzá vált házakhoz, a háború korábbi szakaszaiban alkalmazott páncélostaktika kivitelezhetetlen volt (a gyalogharcban bevetett – és elvesztett – kiválóan képzett páncélos-személyzet pedig égetően hiányzott a csata későbbi szakaszában). A szovjet védők  mindvégig képesek voltak tartani a Volga partvonalának egyre zsugorodó részét, az utánpótlás szállítását sem tudták a németek megakadályozni.
1942 novemberében megkezdődött a szovjetek ellentámadása a 6. hadsereg gyengén védett szárnyain a román és az olasz seregtestek ellen. A román seregek összeomlottak, néhány napon belül 5 hadosztályukat bekerítették, képtelenek voltak a támadás feltartóztatására, így a bekerítés sikerrel járt. Hitler megtiltotta a 6. hadsereg (és a vele együtt bekerített 4. páncéloshadsereg egyes részei) számára a kitörést, és ígéretet tett a csapatok légi úton való ellátására, ehhez azonban sem elegendő repülőgép, sem elegendő repülőtér nem állt rendelkezésre. A 6. hadsereg felmentésére indított támadást a Vörös Hadsereg visszaverte, a légi utánpótlás pedig elégtelen volt. Paulus tábornagy december 23-án jelezte, hogy csapatai képtelenek kitartani a –40 °C-os hidegben.
Két nappal később megindult a sztálingrádi német helyőrséget elsöprő szovjet támadás. Paulus folyamatosan követelte csapatai felmentését. Mindhiába. Január végére a német ellenállás megtört, a katlant két részre vágta a Vörös Hadsereg, a német seregtestek pedig megadták magukat. A csatát követően mintegy 95 000 német katona került hadifogságba, akiknek döntő többsége a hadifogolytáborban (vagy az oda vezető úton) életét vesztette, a háború után mintegy 5000-en térhettek csak haza Németországba.

## Gazdasági élet, közlekedés

### Közlekedés
Volgográd fontos folyami kikötő. A város déli részén kezdődik a Volga–Don csatorna így a Donon és a Volgán keresztül az innen induló hajók elérik a Kaszpi-tengert és a Fekete-tengert is.
A város jelentős vasúti csomópont Moszkva, az ukrajnai Donyec-medence, a Kaukázus és Szibéria között.
Volgográdon és a város északi határán álló Volgai Vízierőmű duzzasztógátján halad keresztül az Európai úthálózat leghosszabb útja a Calais-t (Franciaország) a kazahsztáni Ridderrel összekötő E40-es főútvonal.
A Volgográdi nemzetközi repülőtér Gumrak (IATA: VOG, ICAO: URWW) a várostól nyugatra helyezkedik el.

## Lakossága
1 021 215 fő, melyből 922 321 orosz, 15 200 örmény, 12 216 ukrán, 9 760 tatár, 6 679 azeri, 3 831 kazah, 2 639 fehérorosz, 2 389 koreai, 1 965 tadzsik, 1 917 cigány, 1 783 üzbég, 1 454 avar, 1 450 moldáv, 1 448 grúz, 1 115 német, 1 089 csecsen, 995 zsidó, 970 lezg, 873 csuvas, 702 kalmük, 599 mordvin, 542 kínai, 538 oszét, 426 dargin, 411 mari, 394 vietnámi, 343 baskír, 331 görög, 266 udmurt, 264 arab, 246 kabard, 246 lengyel, 223 türkmén, 222 tabaszaran, 217 ingus, 197 kumik, 169 kirgiz, 166 afgán, 151 caur, 148 karacsáj, 145 török, 142 bolgár, 102 karakalpak, 101 litván, 86 udin, 85 lak, 84 ezid, 62 komi, 59 lett, 58 abház, 58 gagauz, 48 észt, 48 rutul, 47 talüs, 46 cserkesz, 46 szerb 44 hindi, 43 adige, 39 nganaszan, 33 balkár, 30 kurd, 28 nogaj, 26 tat, 25 asszír, 24 agul, 23 abaza, 23 karjalai stb. (a 2010. évi népszámláláskor).

## Látnivalók
- Hív a szülőföld, a sztálingrádi csata hősei tiszteletére állított emlékmű

## A városhoz kapcsolódó nevezetes személyek

### Itt születtek
- Jelena Iszinbajeva, atléta
- Elem Klimov, filmrendező
- Tatyjana Romanovna Lebegyeva, atléta
- Makszim Opalev, kajak-kenus
- Natalja Sipilova, kézilabdázó
- Jelena Szleszarenko, atléta

### Itt éltek, élnek
- Nyikolaj Davigyenko, teniszező
- Jevgenyij Pljuscsenko, műkorcsolyázó

## Testvértelepülések
| - Coventry, Egyesült Királyság (1943) - Ostrava, Csehország (1948) - Kemi, Finnország (1953) - Liège, Belgium (1959) - Dijon, Franciaország (1959) - Torino, Olaszország (1961) - Port Szaíd, Egyiptom (1962) - Csennai, India (1966) | - Hirosima, Japán (1972) - Köln, Németország (1988) - Chemnitz, Németország (1988) - Cleveland, Egyesült Államok (1990) - Toronto, Kanada (1991) - Csengtu, Kína (1994) - Csilin, Kína (1994) - Jereván, Örményország (1998) | - Kruševac, Szerbia (1999) - Rusze, Bulgária (2001) - Huntingdon, Egyesült Államok (2003) - Orlando, Egyesült Államok (2008) - Baku, Azerbajdzsán (2008) - Ardabíl, Irán (2015) |